# The King Kong Show
The King Kong Show is een Amerikaans-Japanse animatieserie gebaseerd op het filmmonster King Kong. De serie werd geproduceerd door Toei Animation in 1966. Daarmee was het de eerste Japanse animatieserie die speciaal voor de Amerikaanse markt werd geproduceerd.

## Verhaal
De serie staat los van de King Kong-films, en is vooral gericht op kinderen. In de serie woont King Kong vreedzaam op een eiland met de familie Bond en bestrijdt met hun hulp diverse schurken. Zijn vaste vijand is Dr. Who, een gestoorde geleerde.

## Tweede serie
De serie bestond eigenlijk uit twee series. Elke aflevering was opgesplitst in drie subafleveringen: twee gebaseerd op King Kong, en een van een serie genaamd Tom of T.H.U.M.B.. Deze serie draaide om een geheim agent die door een ongeluk tot miniatuurformaat was gekrompen.

## Achtergrond
In Japan werden de eerste twee afleveringen gecombineerd tot een 56-minuten durende special getiteld King of the World: The King Kong Show (世界の王者　キングコング大会 - Sekai no Ôja: Kingu Kongu Taikai).
De serie leidde tot de productie van een nieuwe King Kong-film getiteld King Kong Escapes. Veel personages uit de televisieserie, waaronder Kongs grootste vijanden (Dr. Who en de Mechani-Kong) deden ook mee in deze film.
Op 15 november 2005 bracht Sony Wonder 8 afleveringen van de serie uit op DVD.

## Personages
- King Kong – de bekende enorme aap uit de films, die in deze serie niet op Skull Island maar Mondo Island woont. Hij is de held en mascotte van de Bondfamilie.
- Professor Bond – vader van de Bondfamilie.
- Susan Bond – Tienerdochter van professor Bond. Zij is altijd degene die ontdekt wat Dr. Who van plan is.
- Bobby Bond – de jonge zoon van professor Bond.
- Captain Englehorn – een vriend van de familie, gebaseerd op het gelijknamige personage uit de originele film.
- Dr. Who – de vaste schurk van de serie, niet te verwarren met de Britse sciencefictionserie.
- Mechani-Kong – een robotdubbelganger van Kong, gemaakt door Dr. Who.
- Zedus – een andere vijand van Kong. Een enorme sprinkhaan die het voorzien heeft op de inwoners van Mondo Island.

## Afleveringen
- 1. King Kong (een uur durende pilotaflevering). Werd later opgesplitst in twee afleveringen getiteld A Friend in Need en The Key to the City.

De rest van de afleveringen lijst is als volgt: aflevering van King Kong, aflevering van Tom of T.H.U.M.B., aflevering van King Kong.
- 2. Under the Volcano/For the Last Time, Feller...I'm not Bait!/The Treasure Trap
- 3. The Horror of Mondo Island/Hey, that was a Close One World!/Dr. Who
- 4. Rocket Island/I was a 9 1/2 oz. Weakling Till One Day.../The African Bees
- 5. The Hunter/I was a Starling for the USA!/The Space Men
- 6. The Jinx of the Sphinx/Cool Nerves and... Steady Hands/The Greeneyed Monster
- 7. The Top of the World/All Guys from Outer Space are Creeps/The Golden Temple
- 8. The Electric Circle/Mechanical Granma/Mirror of Destruction
- 9. Tiger Tiger/The Day We Almost Had It/The Vise of Dr.Who
- 10. King Kong's House/Tom Makes History/MechaniKong
- 11. The Giant Sloths/Tom Scores Again/The Legend of Loch Ness
- 12. Dr. Bone/Blow, Jack, Blow!/No Man's Snowman
- 13. The Desert Pirates/Tom and the TV Pirates/Command Performance
- 14. The Sea Surrounds Us/The Girl from M.A.D./Show Biz
- 15. The Wizard of Overlord/Just One of those Nights/Perilous Porpoise
- 16. The Trojan Horse/Runt of 1,000 Faces/The Man from K.O.N.G.
- 17. Caribbean Cruise/Hello, Dollies!/Diver's Dilemma
- 18. The Great Sun Spots/Pardner/Kong is Missing
- 19. In the Land of the Giant Trees/Beans is Beans/Captain Kong
- 20. Statue of Liberty Play/What Goes Up.../Pandora's Box
- 21. The Thousand Year Knockout/Our Man, the Monster/Desert City
- 22. Eagle Squadron/Never Trust a Clam/The Kong of Stone
- 23. Murderer's Maze/Drop that Ocean, Feller/The Great Gold Strike
- 24. It Wasn't There Again Today/Plug that Leak/The Mad Whale
- 25. The King Kong Diamond/The Scooby/Anchors Away